# (3838) Epona
(3838) Epona ist ein Asteroid vom Apollo-Typ. Damit bezeichnet man eine Gruppe von Asteroiden, deren Bahnen teilweise innerhalb der Marsbahn verlaufen. Auf Grund der großen Bahnexzentrizität kreuzt Epona sogar noch die Merkurbahn.
Weitere Bahnparameter sind:
- Länge des aufsteigenden Knotens: 235,639°
- Argument des Perihels: 49,55°

(3838) Epona wurde am 27. November 1986 von Alain Maury am Mount Palomar entdeckt.
Die Herkunft des Namens ist unklar.